# Trooping the Colour

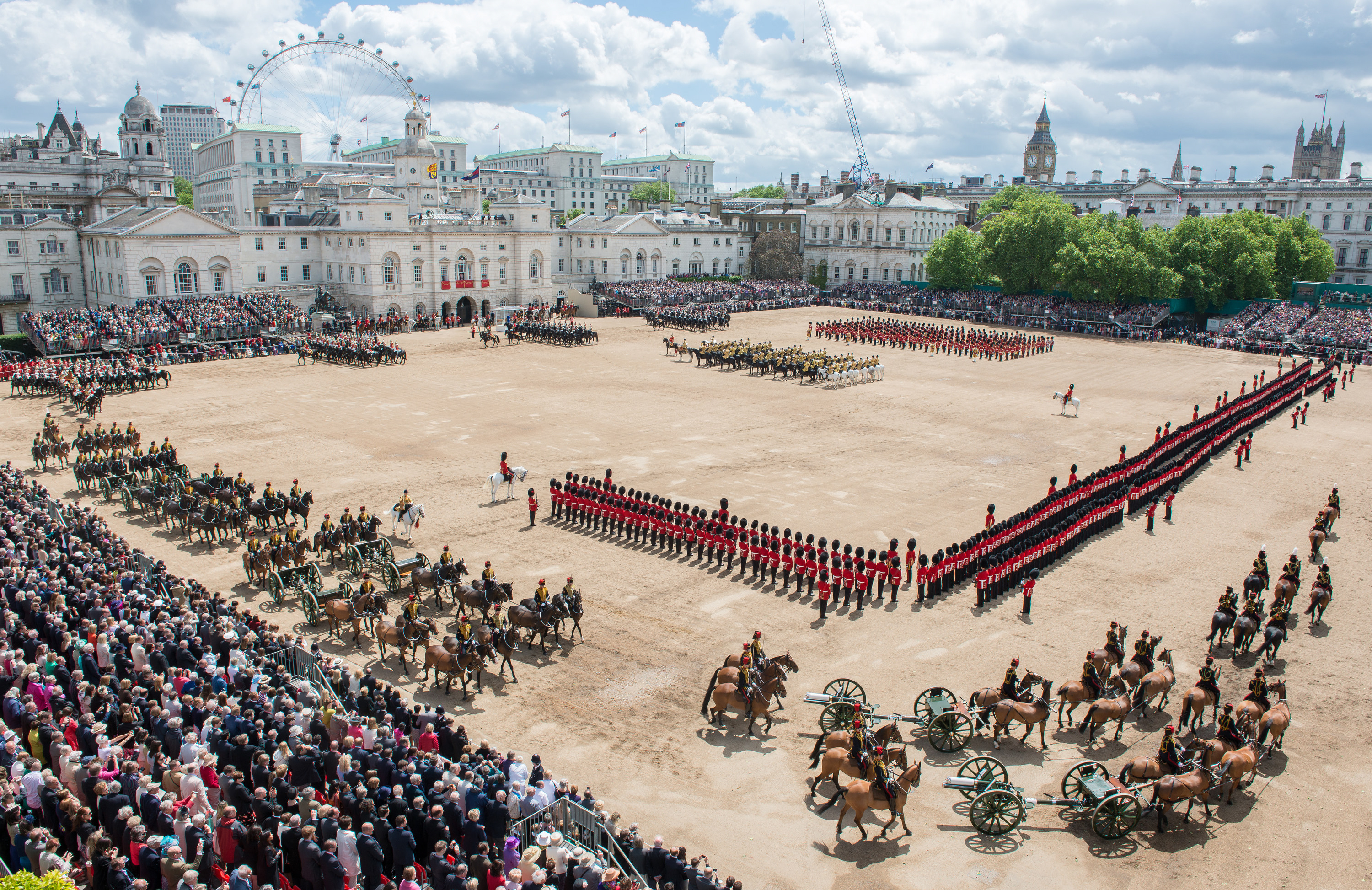
Trooping the Colour în 2013

Trooping the Colour este o ceremonie efectuată de regimente ale armatelor britanice și Commonwealth. Este o tradiție a regimentelor britanice de infanterie încă din secolul al XVII-lea, deși rădăcinile sunt mult mai vechi. Pe câmpul de luptă, culorile unui regiment sau steagurile erau folosite ca puncte de reper. În consecință, regimentele ar fi trebuit să mărșăluiască  lent în rândurile soldaților pentru a le permite să recunoască culorile regimentelor.
Din 1748, Trooping the Colour marchează, de asemenea, ziua oficială de naștere a Suveranei. Parada are loc în fiecare an în a doua sâmbătă din luna iunie și se desfășoară în spațiul numit Horse Guards Parade de lângă St James’s Park. Printre audiență se numără Familia Regală, oaspeți invitați și publicul larg. Ceremonia este difuzată în direct de BBC în Marea Britanie și este prezentată și în Germania și Belgia.